# سد دهواقیائو
سد دهواقیائو (به لاتین: Dahuaqiao Dam) یک سد و نیروگاه برقابی در چین است که در Lanping Bai and Pumi Autonomous County, Nujiang Lisu Autonomous Prefecture, Yunnan واقع شده‌است.